# アフリカ・ルネサンスの像
「アフリカ・ルネサンスの像」（仏: le Monument de la Renaissance africaine, 英: African Renaissance Monument）は、セネガルの首都ダカールにある巨大モニュメントである（#立地及び造形）。2006年に当時のセネガル大統領アブドゥライェ・ワッドの発案により計画され、北朝鮮企業により建設された（#建設の経緯）。コンセプトをめぐって賛否両論があるほか、宗教観や経済性の観点から批判もある（#論争）。「アフリカ・ルネサンスへの記念碑」（Monument to African Renaissance）とも呼ばれる。

## 立地及び造形

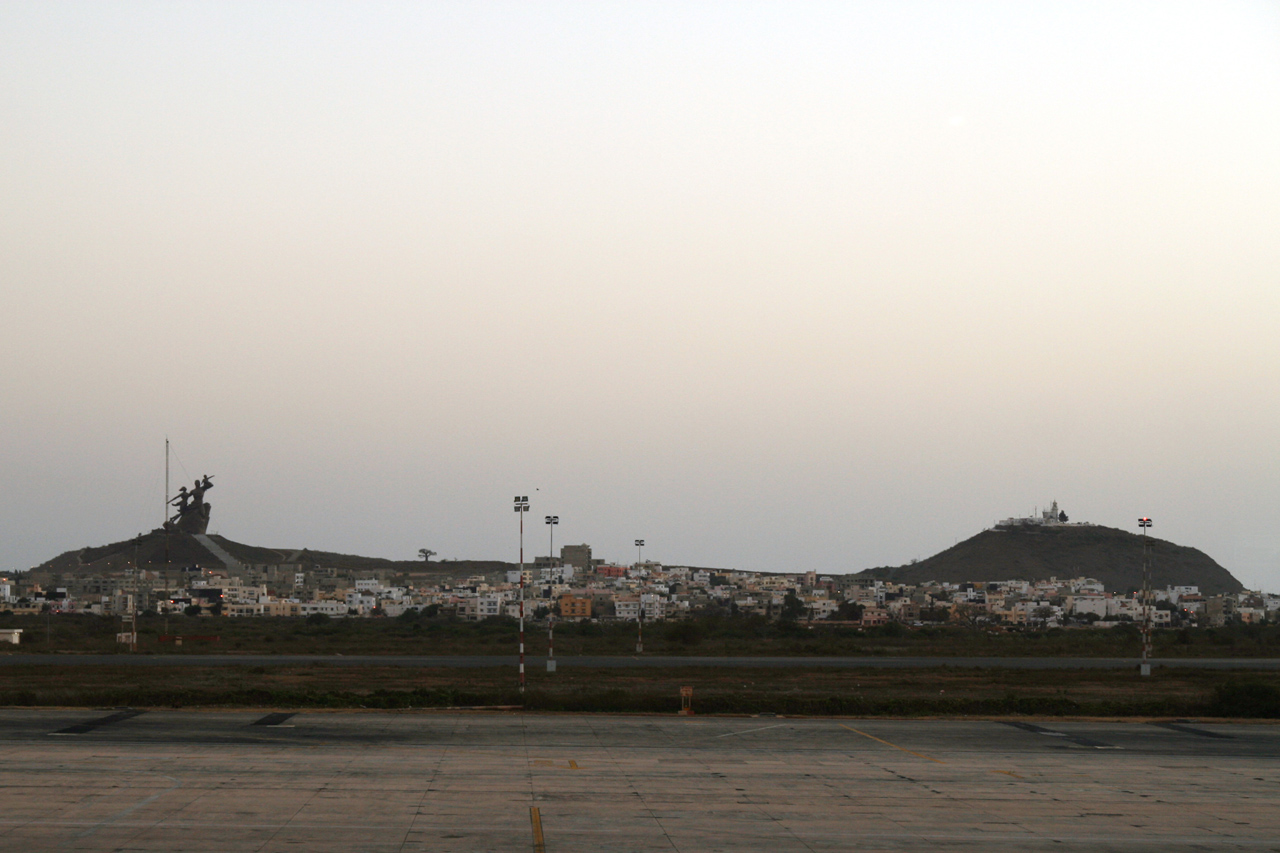
海上から見たレ・ドゥ・マメル。向かって左側の丘の上に「アフリカ・ルネサンスの像」がある。

「アフリカ・ルネサンスの像」は、アフリカ大陸の最西端にあたるセネガルのヴェルデ岬の端部、ポワント・デザルマディから海岸線沿いに南東に1キロメートルほど行った場所にある火山性の双丘の一つの上に立てられている。この双丘は「レ・ドゥ・マメル」（Les Deux Mamelles）と呼ばれており、その意味するところはフランス語で、「二つの乳房」もしくは「二つの円頂上の丘」である。なお、もう一方の丘の上には灯台がある。また、「アフリカ・ルネサンスの像」の設置場所は、行政上の地理区分で言えばダカール市ワカム区になる。
「アフリカ・ルネサンスの像」の基部からの高さは50メートル。ニューヨーク市の自由の女神像や、リオデジャネイロの救世主キリスト像よりも高い。丘の高さが海抜100メートルであるので、像の頂部の海からの高さは150メートルになる。「アフリカ・ルネサンスの像」の造形は、理想化されたアフリカ黒人（black African）の一家が、赤子の指差す西の空（大西洋上）を見上げるものである。基部から内部に足を踏み入れることができ、中心の男性像の頭部に設けられた展望室に上がることができる。展望室からは海抜150メートルの高さから周囲を一望できる。

## 建設の経緯
セネガル大統領選に5度の出馬の末、2000年に同国大統領に選出されたアブドゥライェ・ワッドは、2006年に「西アフリカの国に観光客を惹きつけるような公共記念碑の設置が望ましい」と述べた。この構想に基づいて、「記念建造物・住居・建設担当大臣」が建築主体として「アフリカ・ルネサンスの像」の建設が計画された。設計と施工は、朝鮮民主主義人民共和国（北朝鮮）の国営企業、万寿台（マンスデ）海外開発会社に発注され、万寿台は北朝鮮から労働者を派遣して施工にあたり、2010年春に像を完成させた。
なお、外観のデザインは2009年時点では、セネガル人建築家ピエール・グジャビ・アテパが行ったものとされていた。しかし、万寿台海外開発会社が公表しているところによると、実際の外観デザインの創作者はアテパではなく、ルーマニア生まれでパリ在住のヴィルギル・マゲルサンという社会主義リアリズム彫刻を量産している作家である。
「アフリカ・ルネサンスの像」は、セネガル共和国のフランスからの独立50周年記念日となる2010年4月3日に築造記念セレモニーが催された。セレモニーには、セネガル民主党のシンボルカラーである緑と黄色で彩られたそろいの服を着た大統領支持者が集まり、隣接するマリやガンビアを含むアフリカ19箇国の首脳が臨席した。セレモニーには北朝鮮の高官も出席した。

## 論争
「アフリカ・ルネサンスの像」は論争を呼ぶ存在である。建設計画が公表されたときには建設に反対する意見があった。理由はさまざまであるが、経済的側面だけを取り上げれば、建設費の詳細が不透明である。2009年時点で公表された建設費は、1200万CFAフランである。米ドル換算で2700万ドル、ユーロ換算で1800万ユーロとされる。しかし、大統領は像建設に予算の割り当てをしなかった。セネガル政府は政府所有地を北朝鮮に譲渡し、北朝鮮が土地を他者に転売することで建設費の支払いがなされたと言われている。政治腐敗と経済不振の中でこのような巨大な像を建てたことに対する反発があり、大統領反対派はアフリカ・ルネサンスの像を「恥の像」と呼んだ。
さらに、像により得られた観光収入の収益のうち35%をワッドへ支払う契約になっていたことが建設後に判明した。国の土地を外国へ売り払って大統領の将来の収入を確保する手段を建設したことに対する怒りを表明する人々もいた。ただし、ワッドの目論見に反して、2012年時点の報道によると像の観光に訪れる人々は少なく閑散としているという。
建設直後には宗教面での反発があった。セネガル国民の最大多数派であるムスリムは、銅像の人物が半裸であることに戸惑った。また、少数派のキリスト教徒の中には、大統領が銅像は「リオデジャネイロの救世主キリスト像よりも高い」と発言したことに反発した。